# Logan Forsythe
John Logan Forsythe (né le 14 janvier 1987 à Memphis, Tennessee, États-Unis) est actuellement un joueur des Rangers du Texas de la Ligue majeure de baseball. Ce joueur d'utilité peut évoluer aux positions de deuxième, de troisième but ainsi qu'au champ extérieur.

## Carrière

### Padres de San Diego
Logan Forsythe est le choix du premier tour des Padres de San Diego en 2008. Le joueur de l'Université d'Arkansas à Fayetteville est le 46e athlète sélectionné  au total cette année-là, et le troisième joueur sélectionné au premier tour par San Diego. Ce choix avait été obtenu des Astros de Houston en compensation de la perte de l'agent libre Doug Brocail, un lanceur.
Forsythe est rappelé des ligues mineures par les Padres pour la première fois le 3 mai 2011 lorsque le joueur de deuxième but de l'équipe, Orlando Hudson, est inscrit sur la liste des blessés. Il joue son premier match dans les majeures le 4 mai alors qu'il est appelé comme frappeur suppléant dans la rencontre entre San Diego et Pittsburgh.
Le 28 mai 2011, Forsythe obtient son premier coup sûr dans les majeures, contre le lanceur Henry Rodríguez des Nationals de Washington. Il dispute 62 matchs à sa première saison, récoltant 32 coups sûrs, 12 points produits, 12 points marqués et 3 buts volés. Sa moyenne au bâton ne dépasse cependant pas ,213.
En 2012, il apparaît dans 91 parties des Padres et hausse sa moyenne au bâton à ,273. Il frappe 6 circuits, produit 26 points, en marque 45 et vole 8 buts. Il rejoint l'équipe au début juin et à son second match le 5 juin frappe son premier circuit dans les majeures, aux dépens du lanceur Steve Edlefsen des Giants de San Francisco, faisant gagner son club 6-5 avec cette réussite en fin de 9e manche.
En 75 matchs joués pour San Diego en 2013, Forsythe voit sa moyenne au bâton chuter à ,214 avec 6 circuits, 19 points produits et 6 buts volés. Sa moyenne de présence sur les buts passe de ,343 la saison précédente à seulement ,281 et se traduit par seulement 22 points comptés.

### Rays de Tampa Bay
Le 22 janvier 2014, Forsythe fait partie des 5 joueurs que les Padres transfèrent aux Rays de Tampa Bay pour acquérir les lanceurs Alex Torres, un gaucher, et Jesse Hahn, un droitier des ligues mineures. Les lanceurs droitiers Brad Boxberger, Matt Andriese et Matt Lollis ainsi que le joueur de deuxième but Maxx Tissenbaum accompagnent Forsythe à Tampa.

### Dodgers de Los Angeles
Le 23 janvier 2017, les Rays de Tampa Bay échangent Logan Forsythe aux Dodgers de Los Angeles contre le lanceur droitier José De León.